# Hossein Kharrazi
Hossein Kharrazi (en persan : حسین خرازی) né en  1957 à Ispahan et mort le 27 février 1987, est un militaire iranien, commandant du Corps des Gardiens de la révolution islamique de la 
14e Division Imam Hossein pendant la guerre Iran-Irak.

## Biographie
Pendant son adolescence, Hossein Kharrazi s'intéresse aux publications religieuses. il a participé à des congrégations religieuses et a appris des sujets théologiques. Sa curiosité pour les questions religieuses a augmenté pendant les campagnes contre les Pahlavis et il est devenu plus conscient des circonstances politiques contemporaines. Pendant son service militaire, Kharrazi a été envoyé à Dhofar (Oman). Sous la direction de Ruhollah Khomeini, il rejoint les révolutionnaires[Qui ?].

## Action pendant la guerre Iran-Iraq
Kharrazi est allé au Kurdistan, au moment où le conflit était le plus intense. Après avoir repris Sanandaj, il a joué un rôle important pour conquérir d'autres villes du Kurdistan telles que Divandarreh, Saqqez, Baneh, Marivan et Sardasht.
Son premier commandement important se trouvait dans la région de Darkhovin, près de la route d'Abadan-Ahvaz, connue sous le nom de « La Frontière du Lion ». Dans la bataille, les troupes iraniennes ont résisté à l'armée de Saddam Hussein pendant neuf mois.
Il a activement participé à la libération de Taq-e Bostan.
Ses troupes ont participé aux opérations Fath-ol-Mobeen et Beit ol-Moqaddas (qui ont libéré Khorramshahr). Puis il a  participé aux différentes opérations telles que Ramadan, Valfajr préliminaire, Valfajr 4 et Khyber, en tant que commandant de la division Imam Hossein.
L'opération Khyber a été accompagnée d'un grand nombre de blessés. Les Forces armées irakiennes ayant attaqué la région avec différents types d'armes, y compris chimiques, Kharrazi n'avait pas accepté de quitter son poste jusqu'à ce qu'un éclat d'obus lui ait coupé une main, et il a été renvoyé à l'arrière.

## Décès
Hossein Kharrazi a été tué le 27 février 1987 lors de l'Opération Kerbala 5.